# Лим Пхайк Гань
Тан Сри Лим Пхайк Гань (малайск. Lim Phaik Gan; кит. упр. 林碧颜, кант.-рус.: Лам Пик Нгань; 29 июня 1915 или 1918 года, Лондон, Великобритания — 1 мая 2013 года, Перт, Австралия), чаще упоминается в источниках как P.G. Lim — малайзийская женщина-юрист, дипломат и общественный и политический деятель. Считается одним из основателей Рабочей (Трудовой) партии Малайи. Занимала должности посла Малайзии в нескольких странах и постпреда при ряде международных организаций.

## Биография
Лим Пхайк Гань родилась в Лондоне (Великобритания) 29 июня 1915 или 1918 года в семье известного пинангского юриста и члена законодательного совета Лим Чэн Иня.
Девочка получила среднее образование в школе Convent Light Street в Джорджтауне (одной из старейших школ для девочек на Пинанге), а впоследствии, подобно своему отцу и братьям, окончила Кембриджский университет, одной из первых малайзийских женщин получив в 1935 году степень магистра права Гиртоновского колледжа, получив британскую и малайзийскую барристерские аккредитации соответственно в 1948 (в престижной барристерской палате Линкольнс-Инн) и 1954 годах и став одним из первых в Малайзии практикующих адвокатов-женщин.
В ходе своей юридической карьеры, формально продлившейся до 1971 года (когда Лим была направлена посланником в ООН), Лим прославилась как «суровый боец» и «защитник непривилегированных» за бескомпромиссный стиль своей защиты в судах и оказание юридической помощи многим людям и общественным организациям, которые не могли позволить себе наём дорогого платного адвоката.
В 1953 году она прославилась участием в апелляционном процессе по делу лидера китайского послевоенного коммунистического подполья в Пераке Ли Мэн, арестованной в 1952 году за хранение оружия и приговорённой к смерти с нарушениями судебной процедуры и конституционных прав, в частности, права подсудимых азиатского происхождения на соответствующий состав суда. Дело включало обращения к султану Перака и в Тайный совет Великобритании; на то время адвокаты не смогли добиться освобождения Ли Мэн, однако смертная казнь была заменена заключением в тюрьме Тайпинга (Перак), из-под которого Ли Мэн была освобождена в 1961 году с депортацией в Китай (впоследствии она вновь посетила Малайзию в 2007 году). Более системным результатом этого процесса стало введение обязательного суда присяжных при рассмотрении дел, допускающих смертный приговор, вместо ранее распространявшегося на такие случаи суда заседателей.
В середине 1960-х она участвовала в оказании юридической помощи нескольким транспортным и сельскохозяйственным профсоюзам, в частности профсоюзу железнодорожников Малайи, статуса государственного найма для 14 тысяч железнодорожных рабочих.
В 1967—1968 годах Лим Пхайк Гань участвовала в защите 11 молодых людей, приговорённых в 1964—1966 годах к повешению по обвинению в сотрудничестве с Индонезией во время Индонезийско-малайзийской конфронтации, добившись в итоге для всех одиннадцати помилования от султанов Джохора и Перака.

### Политическая и дипломатическая карьера
Лим Пхайк Гань считается одним из основателей и активных членов левой Рабочей партии Малайи. В 1951-1953 годах она была редактором газеты Suara Merdeka, издававшейся организацией Малайский Форум, в 1964 году — участвовала в парламентских выборах в Куала-Лумпуре от Рабочей партии, однако не выиграла их.
При организации в начале 1970 года Национального Консультативного Совета для реформирования Малайзии после первичного разрешения Национальным Оперативным Советом (фактически чрезвычайным временным правительством государства) кризисных последствий межэтнической конфронтации 13 мая 1969 года, Лим стала одной из двух женщин (вторая — Айша Гхани) в числе 67 членов этого совета, разрабатывавших и разворачивавших Новую экономическую политику Малайзии в 1970—1971 годах.
Помимо постоянных профессиональных и государственных обязанностей, как активный деятель женского движения, Лим неоднократно приглашалась в государственные комиссии по решению актуальных вопросов, в частности, в 1970 году она состояла членом Королевской комиссии по реформированию бракоразводного законодательства для немусульманского населения Малайзии
В середине 1971 года глава правительства Абдул Разак направляет Лим заместителем постпреда Малайзии в Организации Объединённых наций в ранге посла, делая её тем самым первой женщиной на посту дипломатического посланника Малайзии. После окончания каденции в ООН (где она также исполняла в 1971—1972 годах обязанности зам. председателя одного из главных органов ООН — её Экономического и Социального Совета, ЭКОСОС), в 1973—1977 годах Лим также представляла Малайзию на посту посла в Югославии и Австрии (одновременно являясь постпредом Малайзии в ЮНИДО и МАГАТЭ), а в 1977—1979 годах — на посту посла Малайзии в Бельгии и её постпреда в ЕЭС.
Проведя 10 лет на посольских постах, Лим впоследствии отходит от дипломатической карьеры, возвращаясь к профессии юриста. Премьер-министр Махатхир Мохамад выдвигает её на пост директора столичного Куала-лумпурского регионального арбитражного центра, который она возглавляет на протяжении 1982—2000 годов, вплоть до ухода на пенсию в 2001 году.

### Семья и деятельность вне юридической, политической и государственной карьеры
Лим Пхайк Гань родилась в Великобритании старшей из 8 детей (5 сыновей и 3 дочерей) в семье смешанного происхождения с китайскими корнями с обеих сторон. Её отцом был малайзиец во втором поколении, известный пинангский юрист с кембриджским образованием Лим Чэн Инь (кит. упр. 林清渊, кант.-рус.: Лам Чхэнъюнь), сын приехавшего туда из Китая и достигшего успеха землевладельца и рисопромышленника Пхуа Хинь Лёна, матерью — китаянка из Британской Гайаны Розалинда Хоалин (Хо Лим), также приехавшая в метрополию за высшим образованием (на медицинском факультете Эдинбургского университета) и встретившая там своего будущего супруга.
Вскоре после её рождения семья, на фоне Первой Мировой войны, переехала обратно в Пинанг, где девочка и получила начальное образование. Семья Лим относилась к привилегированному образованному слою. Их дом — колониальная усадьба Хардвик — располагался на престижной улице Нортем-Роуд, в семье сохранялись британские традиции, с переодеванием к обеду, катанием на лошадях, использованием английского в качестве основного языка (хотя дети выучили также такие языки, как малайский и севернокитайский) и т. д. По настоянию матери все дети также учились музыке; Пхайк Гань одно время думала о карьере профессионального музыканта и даже в ходе политической карьеры была способна исполнять на уровне концертного пианиста.
Как отец и несколько из её братьев, Лим Пхайк Гань получила кембриджское юридическое образование, став, несмотря на предубеждение в метрополии к юристам-азиатам, полноправным барристером престижной лондонской юридической палаты Линкольнс-Инн. Её братья Лим Кинь Че (кит. 林建材, Лам Киньчхой) и Лим Кинь Сью (林建寿, Лам Киньсау) также стали известными юристами, а впоследствии и политиками; Лим Кинь Че был в числе основателей первой политической партии Сингапура, Малайского демократического союза, а Лим Кинь Сью, как и его старшая сестра, в 1957 году вступил в Рабочую партию Малайи и был одно время её генеральным секретарём. После запрещения партии перешёл в Китайскую ассоциацию Малайзии, где быстро занял пост советника президента партии и члена ЦК Юристом впоследствии стал и её сын от первого брака с сингапурским юристом Ви Эн Локом Ви Хан Ким.
На протяжении своей жизни Лим Пхайк Гань была не только юристом и политиком, но и спортсменкой (занимаясь в ходе учёбы в Кембридже фехтованием и оставаясь впоследствии представителем в Малайзии Кембриджского женского фехтовального клуба), и ценителем и попечителем искусств. Помимо увлечения музыкой, она возглавляла Выставочный комитет Куала-Лумпура, была сооснователем Национального совета по искусствам, а также состояла в 1963—1971 годах заместителем и ИО директора Национальной художественной галереи Малайзии, была в числе основателей Исторического общества Малайзии и председателем Керамического общества Малайзии.
Незадолго до смерти она закончила и выпустила в 2012 году с помощью Центра стратегической информации и исследований свои мемуары «Kaleidoscope: The Memoirs of P.G. Lim», достаточно высоко оценённые критикой, в том числе за освещение в них исторически важной, но малоопубликованной деятельности Национального консультативного совета.
Лим Пхайк Гань умерла 7 мая 2013 года в Перте (Западная Австралия).

## Некоторые награды и почётные звания
- 1982 — Золотая медаль Тун Фатимы[англ.] от малайзийского Национального совета женских организаций (National Council of Women Organizations, NCWO)[1][6]
- 1997 — Награда Darjah Yang Maha Mulia Mangku Negeri (DMPN) и сопутствующий ей титул Дато[англ.] от правителя штата Пинанг Хамдана Шейха Тахира[англ.][1][6]
- 1997 — Почётный титул штата Датук от султана Перака Азлан Шаха[1]
- 2009 — Премия «Мердека»[англ.] («Свобода», учреждена к 50-летию независимости страны) в категории «Образование и служение обществу», с обоснованием «За выдающийся вклад в наделение женщин правами, юридическую защиту и укрепление прав и экономических возможностей для женщин»[33][34].
- 2011 — Орден «Панглима сетиа махкота» («PSM», командорская степень ордена Короны Малайзии[англ.]) и сопутствующий ему почётный титул Тан Сри от короля Малайзии[35].